# سهنون
سُهْنُون أو تَرْخُون جنس أسماك من فصيلة الطرخين، أنواعها المعروفة عديدة معظمها من أسماك المحيط الأطلسي والهادي وبعضها يستعطن البحر الأبيض المتوسط. جميعها إهليلجية أو رمحية الشكل متوسطة الحجم أو صغيرة. رؤوسها غليطة حذروفية. أخطامها شبه جالسة الأسداق. عيونها رفيعة الارتكاز متقاربة. زعانفها الظهرية مشطية مستطيلة تتقدمها زعانف شعاعية شائكة المناخس الحادة الأطراف. زعانفها الشرجية تمتد من الحوض إلى قاعدة الذنب. لحومها جيدة الصنف مستحبة الطعم إلا أنها من الأسماك المؤذية التي يخشاها الصياد لأن مناخس زعانفها الظهرية الأولى تنشب في كفه إذا تناولها وتنشب في رجله إذا وطئ مخابئها في الرمال المغمورة بالماء. شَكَّتُها مؤلمة تستمر بعض الوقت وقد تكون مؤذية.